# Eugen Johann Will
Eugen Johann Will (* 4. September 1877 in Aschaffenburg; † unbekannt) war ein deutscher Jurist und Diplomat.

## Leben
Als Sohn eines Rechtsanwalts geboren, studierte Will von 1895 bis 1902 Rechtswissenschaften in Würzburg und Berlin. 1895 diente er als Einjährig-Freiwilliger. Während seines Studiums wurde er 1898 Mitglied der Burschenschaft Arminia Würzburg. Nach seinen Examen 1899 und 1902 sowie seiner Promotion zum Dr. iur. wurde er 1902 Rechtspraktikant in München und ging 1903 probeweise ins Auswärtige Amt nach Berlin, wo er eine konsularische Laufbahn einschlug. 1905 wurde er Vizekonsul beim Generalkonsulat in New York und war in den Jahren 1908 und 1909 bei den Konsulaten in Denver, Cincinnati, Atlanta und Philadelphia eingesetzt. 1909 ging er als Konsul nach San José de Costa Rica, 1912 wurde er Konsul in Bahia und 1913 in São Paulo. 1914 war er kommissarisch bei der Gesandtschaft in Rio de Janeiro tätig. 1916 verzichtete er auf den Posten in Bahia und kehrte 1917 nach Deutschland zurück, wo er in den einstweiligen Ruhestand versetzt wurde und kommissarisch im Auswärtigen Amt, Abteilung AN, eingesetzt war. 1918 ging er als Legationsrat zur Gesandtschaft Helsingfors. Von 1919 bis 1921 war er in Südamerika mit der Einrichtung eines Nachrichtendienstes bei den deutschen Gesandtschaften beschäftigt. 1921 ging er im Auswärtigen Amt in die Abteilung VI. 1922 wurde er Vortragender Legationsrat und war von 1924 bis 1933 außerordentlicher Gesandter und bevollmächtigter Minister des Deutschen Reichs in Mexiko. 1933 ging er in den Ruhestand.